# Buchtar Tabuni
Buchtar Tabuni (nascut el 10 de maig de 1979) és un polític independentista de Papua Occidental, president del Parlament Nacional de Papua Occidental (PNWP), que incorpora representants del Comitè Nacional de Papua Occidental (KNPB) i el Moviment Unit d'Alliberament de Papua Occidental (MUAPO).

## Antecedents
El control d'Indonèsia sobre la província de Papua s'ha disputat des del 1963, quan les autoritats indonèsies arrabassaren la seva sobirania als neerlandesos. Des d'aleshores es formà un moviment independentista que lluità durant més de quatre dècades al govern indonesi. Durant aquest temps, una sisena part de la població de la província morí víctima d'operacions militars. Els papuans també esgrimeixen problemes econòmics, afirmant que els recursos naturals de la zona són explotats exclusivament en benefici de la capital indonèsia, Jakarta.

## Trajectòria
Tabuni studià enginyeria a Makassar, a la província de Sulawesi del Sud. El 2008 creà els Parlamentaris Internacionals per a Papua Occidental (PIPO), una organització dedicada a derogar l'Acta de Lliure Elecció, que habilità el referèndum de 1969 i acabà atorgant la sobirania de Papua Occidental a Indonèsia.
Fou arrestat el 3 de desembre de 2008 a la seva casa de Sentani, prop de Jayapura, per organitzar una protesta el 16 d'octubre que recolzava la creació dels PIPO al Parlament del Regne Unit. L'endemà, una cinquantena de manifestants es reuniren fora de la comissaria de Jayapura per demanar el seu alliberament.
Els fiscals demanaren una pena de deu anys contra ell per tres acusacions: acte de traïció (article 106), provocació (article 160) i actes contra l'estat (article 212). Els advocats de Tabuni descrigueren el cas com un intent de sufocar la llibertat d'expressió a Papua, preguntant-se: «Si fora de Papua, la gent pot exercir la seva opinió lliurement, per què encara es restreny la llibertat d'expressió a Papua i es tracta com a traïció?» Amnistia Internacional el considerà un pres de consciència, «empresonat només per expressar pacíficament les seves opinions». Human Rights Watch també pressionà pel seu alliberament, juntament amb la d'altres presos polítics papuans no violents.
El gener de 2011, Amnistia Internacional informà que Tubani i el seu company activista papuà Filep Karma foren traslladats de la presó d'Abepura a cèl·lules d'aïllament de la comissaria de Jayapura i corrien risc de tortura. Tubani fou alliberat de la presó el 17 d'agost de 2011.
El 8 de juny de 2012 fou arrestat de nou a Jayapura sota l'acusació d'organitzar protestes violentes. El 23 de juliol, un altre activista, Yusak Pakage, fou arrestat durant el judici de Tabuni per tenir un ganivet a la bossa. Pakage fou acusat de tinença d'arma, amb una pena d'un màxim de deu anys de presó.
L'agost de 2019 fou novament arrestat per les protestes de Papua Occidental, juntament amb dotzenes més de presos polítics, tots ells acusats del delicte de traïció. El 2 de juny de 2020 la fiscalia li sol·licità una pena de 17 anys de presó.